# Sucre (Bolívar)
Pour les articles homonymes, voir Sucre.
Sucre est l'une des onze municipalités de l'État de Bolívar au Venezuela. Son chef-lieu est Maripa. En 2011, la population s'élève à 20 359 habitants.

## Géographie

### Subdivisions
La municipalité est divisée en quatre paroisses civiles et une section capitale (en italiques et suivie d'une astérisque) avec, chacune à sa tête, une capitale (entre parenthèses) :
- Aripao (Aripao) ;
- Guarataro (Guarataro) ;
- Las Majadas (Las Majadas) ;
- Moitaco (Moitaco) ;
- Section capitale Sucre * (Maripa)